# Lesperon
Ne doit pas être confondu avec Lespéron.
Lesperon [lɛspəʁɔ̃] est une commune du Sud-Ouest de la France, située dans le département des Landes (région Nouvelle-Aquitaine).

## Géographie

### Localisation
Commune située à environ 30 kilomètres de la côte d'Argent, dans la forêt des Landes.

### Communes limitrophes
Les communes limitrophes sont Castets, Lévignacq, Linxe, Mézos, Onesse-Laharie, Rion-des-Landes, Taller et Morcenx-la-Nouvelle.
| Mézos     | Onesse-Laharie | Morcenx-la-Nouvelle, (par un quadripoint) |
| Lévignacq | Lesperon       | Rion-des-Landes                           |
| Linxe     | Castets        | Taller                                    |

### Climat
Pour des articles plus généraux, voir Climat de la Nouvelle-Aquitaine et Climat des Landes.
Historiquement, la commune est exposée à un climat océanique aquitain.  
En 2020, Météo-France publie une typologie des climats de la France métropolitaine dans laquelle la commune est exposée à un climat océanique et est dans la région climatique  Littoral charentais et aquitain, caractérisée par une pluviométrie élevée en automne et en hiver, un bon ensoleillement, des hiver doux (6,5 °C), soumis à la brise de mer.
Pour la période 1971-2000, la température annuelle moyenne est de 13,4 °C, avec une amplitude thermique annuelle de 13,7 °C. Le cumul annuel moyen de précipitations est de 1 209 mm, avec 13,2 jours de précipitations en janvier et 7,8 jours en juillet. Pour la période 1991-2020, la température moyenne annuelle observée sur la station météorologique la plus proche, située sur la commune de Rion-des-Landes à 15 km à vol d'oiseau, est de 13,7 °C et le cumul annuel moyen de précipitations est de 1 182,9 mm,. Pour l'avenir, les paramètres climatiques de la commune estimés pour 2050 selon différents scénarios d’émission de gaz à effet de serre sont consultables sur un site dédié publié par Météo-France en novembre 2022.

## Urbanisme

### Typologie
Au 1er janvier 2024, Lesperon est catégorisée commune rurale à habitat dispersé, selon la nouvelle grille communale de densité à sept niveaux définie par l'Insee en 2022.
Elle est située hors unité urbaine et hors attraction des villes,.

### Occupation des sols

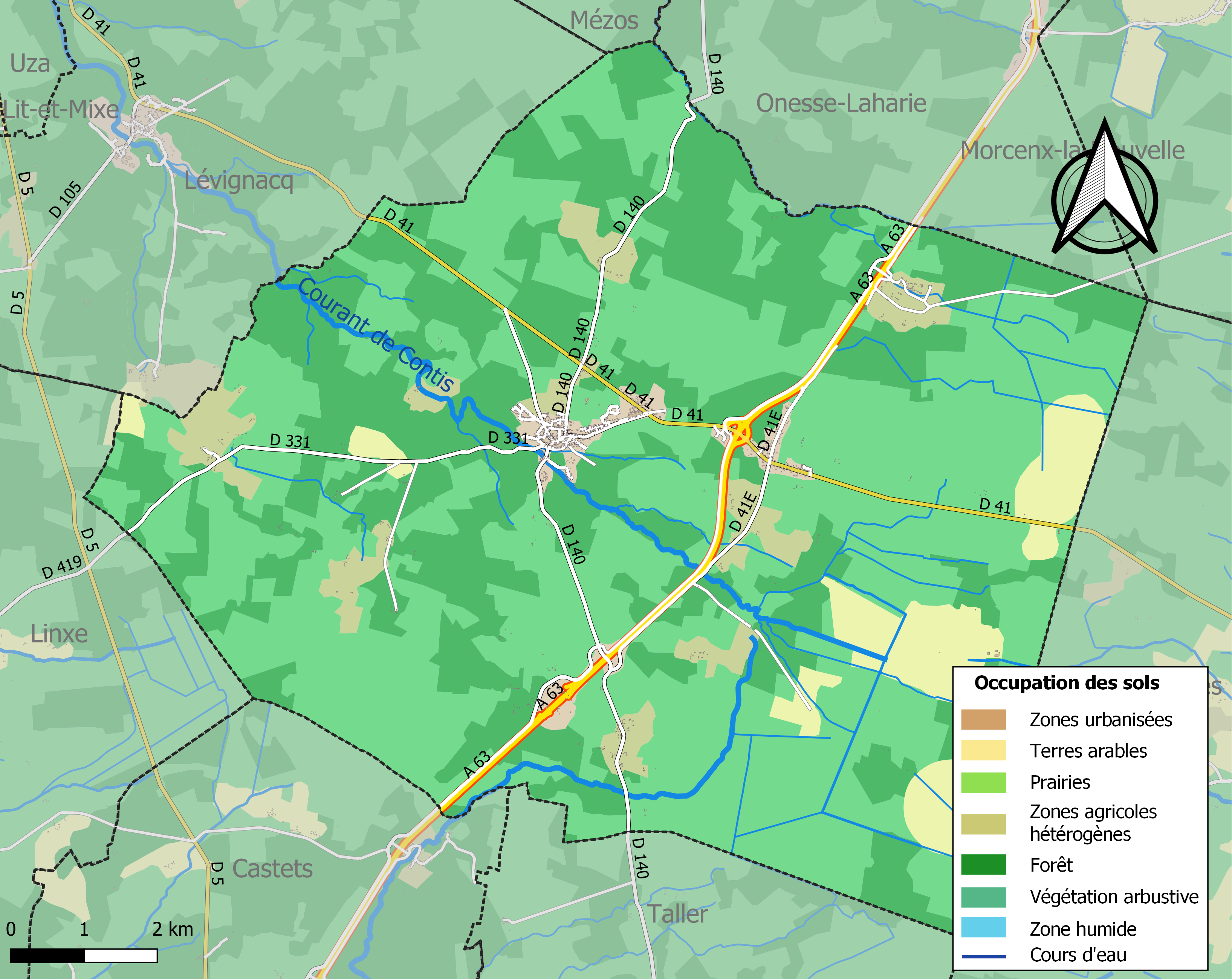
Carte des infrastructures et de l'occupation des sols de la commune en 2018 (CLC).

L'occupation des sols de la commune, telle qu'elle ressort de la base de données européenne d’occupation biophysique des sols Corine Land Cover (CLC), est marquée par l'importance des forêts et milieux semi-naturels (87,3 % en 2018), en diminution par rapport à 1990 (92,4 %). La répartition détaillée en 2018 est la suivante : milieux à végétation arbustive et/ou herbacée (54,1 %), forêts (33,2 %), terres arables (5,9 %), zones agricoles hétérogènes (4,8 %), zones urbanisées (1,2 %), zones industrielles ou commerciales et réseaux de communication (0,8 %). L'évolution de l’occupation des sols de la commune et de ses infrastructures peut être observée sur les différentes représentations cartographiques du territoire : la carte de Cassini (XVIIIe siècle), la carte d'état-major (1820-1866) et les cartes ou photos aériennes de l'IGN pour la période actuelle (1950 à aujourd'hui).

### Risques majeurs
Le territoire de la commune de Lesperon est vulnérable à différents aléas naturels : météorologiques (tempête, orage, neige, grand froid, canicule ou sécheresse), feux de forêts, mouvements de terrains et séisme (sismicité très faible). Il est également exposé à un risque technologique,  et  le risque industriel. Un site publié par le BRGM permet d'évaluer simplement et rapidement les risques d'un bien localisé soit par son adresse soit par le numéro de sa parcelle.

#### Risques naturels
Lesperon est exposée au risque de feu de forêt. Depuis le 20 avril 2016, les départements de la Gironde, des Landes et de Lot-et-Garonne disposent d’un règlement interdépartemental de protection de la forêt contre les incendies. Ce règlement vise à mieux prévenir les incendies de forêt, à faciliter les interventions des services et à limiter les conséquences, que ce soit par le débroussaillement, la limitation de l’apport du feu ou la réglementation des activités en forêt. Il définit en particulier cinq niveaux de vigilance croissants auxquels sont associés différentes mesures,.
Les mouvements de terrains susceptibles de se produire sur la commune sont des tassements différentiels.

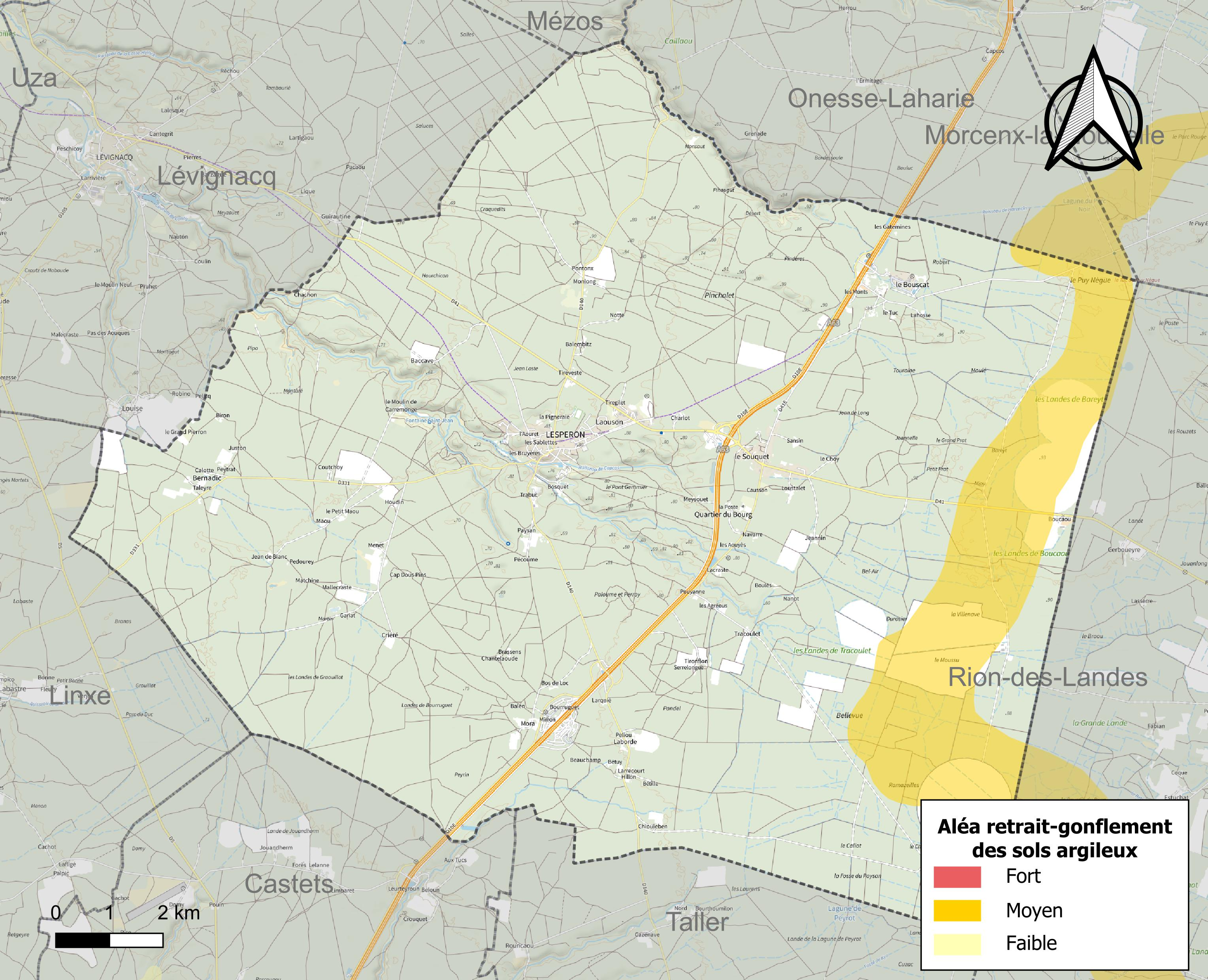
Carte des zones d'aléa retrait-gonflement des sols argileux de Lesperon.

Le retrait-gonflement des sols argileux est susceptible d'engendrer des dommages importants aux bâtiments en cas d’alternance de périodes de sécheresse et de pluie. 9,6 % de la superficie communale est en aléa moyen ou fort (19,2 % au niveau départemental et 48,5 % au niveau national). Sur les 514 bâtiments dénombrés sur la commune en 2019,  aucun n'est en aléa moyen ou fort, à comparer aux 17 % au niveau départemental et 54 % au niveau national. Une cartographie de l'exposition du territoire national au retrait gonflement des sols argileux est disponible sur le site du BRGM,.
La commune a été reconnue en état de catastrophe naturelle au titre des dommages causés par les inondations et coulées de boue survenues en 1999 et 2009 et par des mouvements de terrain en 1999

#### Risques technologiques
La commune est exposée au risque industriel du fait de la présence sur son territoire d'une entreprise soumise à la directive européenne SEVESO, classée seuil haut : l'usine DRT Vielle-Saint-Girons (notamment pour le stockage de produits inflammables).

## Histoire
Bâtie sur une hauteur protégée par un ruisseau en contrebas le Vignacq. Son nom primitif était Arrast (de « Arx », c'est-à-dire citadelle). Vers 1305, Armanieu d’Albret, seigneur de cette paroisse, affirme son autorité en construisant un château ainsi qu'une église. Elle est dotée d’une imposante tour-clocher fortifiée, munie de bretèches, armée de meurtrières et percée de mâchicoulis. On suppose qu’autour de cette église, il y aurait eu quatre colonnes, vestiges passé d’une sauveté. En ce temps-là Édouard II d'Angleterre signalait cet endroit à ses sujets comme un endroit dangereux du fait de son embranchement important sur un itinéraire vers Saint-Jacques-de-Compostelle, une halte importante d’où l’on peut continuer par la suite soit par la Navarre et Roncevaux, soit par la Biscaye.
Il existe aussi une « légende » historique qui dit qu’à l’époque où régna Henri IV, existait un logis de chasse où celui-ci venait de temps à autre en passage vers Pau via Orthez. Lors d'une chasse, pourtant très bon cavalier, il en perdit son éperon au talon droit qui lui manqua énormément pour la continuité des événements. Aussi son désir d’être seul, certainement encore pour une amoureuse du coin, il y renvoyât tout son entourage[pas clair] qui l’escortait à cette recherche de son éperon. Certains disent que cet éperon était d'une grande valeur à la vue de l’importance et du désir absolu de le retrouver. Jusqu'à ce jour, l'éperon en question n'a jamais été retrouvé.
Lieu de passage de chasseurs, brigands et pèlerins de Saint-Jacques-de-Compostelle, l'endroit fut maintes fois pointé du doigt comme le village de l’éperon, d'où le nom de Lesperon.
Aujourd'hui, son passé a transformé ce village en une richesse historique où se croisent plusieurs chemins de légende où se croisèrent jadis pèlerins, victimes et voleurs de grands chemins, à savoir qu’il existe encore des lieux-dits : Tireveste, Tire-culotte, Navarre, Fontaine Saint-Jean…

## Politique et administration
| Période                                  | Période   | Identité        | Étiquette | Qualité |
| ---------------------------------------- | --------- | --------------- | --------- | ------- |
| avant 1981                               | ?         | René Cousseau   | PS        |         |
| mars 2001                                | mars 2008 | Michel Bernard  |           |         |
| mars 2008                                | En cours  | Hélène Cousseau | PG        | Avocate |
| Les données manquantes sont à compléter. |           |                 |           |         |

## Démographie
| 1793 | 1800 | 1806 | 1821 | 1831 | 1836 | 1841  | 1846  | 1851  |
| ---- | ---- | ---- | ---- | ---- | ---- | ----- | ----- | ----- |
| 722  | 698  | 683  | 712  | 859  | 985  | 1 060 | 1 148 | 1 225 |

| 1856  | 1861  | 1866  | 1872  | 1876  | 1881  | 1886  | 1891  | 1896  |
| ----- | ----- | ----- | ----- | ----- | ----- | ----- | ----- | ----- |
| 1 240 | 1 265 | 1 258 | 1 245 | 1 247 | 1 272 | 1 326 | 1 369 | 1 348 |

| 1901  | 1906  | 1911  | 1921  | 1926  | 1931  | 1936  | 1946 | 1954  |
| ----- | ----- | ----- | ----- | ----- | ----- | ----- | ---- | ----- |
| 1 350 | 1 333 | 1 340 | 1 347 | 1 263 | 1 199 | 1 038 | 964  | 1 021 |

| 1962  | 1968  | 1975  | 1982  | 1990 | 1999 | 2004 | 2006 | 2009 |
| ----- | ----- | ----- | ----- | ---- | ---- | ---- | ---- | ---- |
| 1 000 | 1 018 | 1 020 | 1 016 | 996  | 864  | 926  | 939  | 993  |

| 2014  | 2019  | 2022  | - | - | - | - | - | - |
| ----- | ----- | ----- | - | - | - | - | - | - |
| 1 033 | 1 033 | 1 030 | - | - | - | - | - | - |

## Économie
- Usine chimique de la DRT.

## Lieux et monuments
- Château du Souquet.

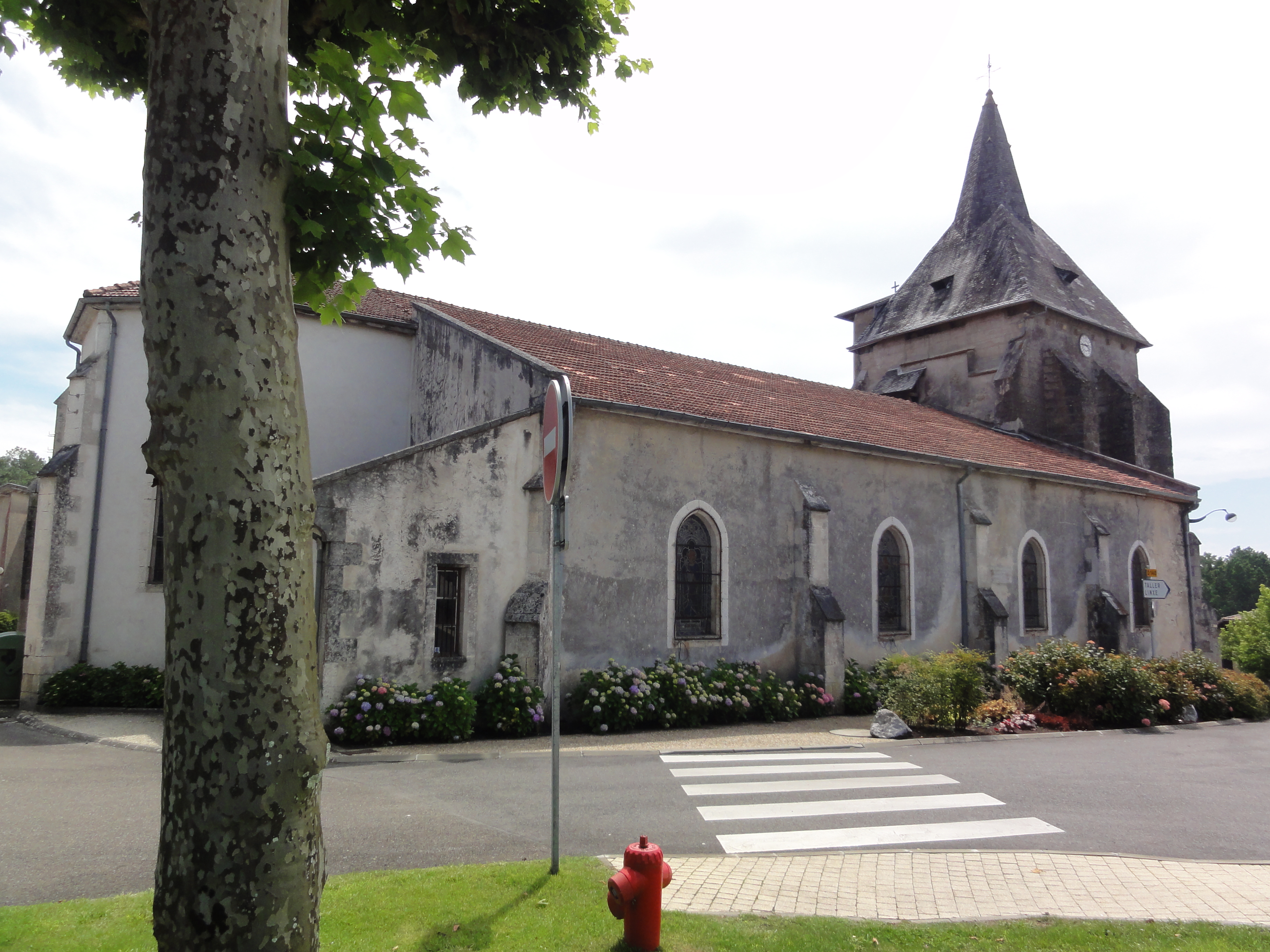
Église Saint-Pierre de Lesperon.

- Église Saint-Pierre de Lesperon.

## Personnalités liées à la commune
- Jean-Éloi Ducom, sculpteur.
- Albert Larroquette (1869-1939), enseignant, historien et géographe né à Lesperon.
- Alain Bergeze né le 11 mars 1945 à Lesperon. Joueur de rugby à XV. Finaliste du championnat de France de rugby à XV en 1967 avec Bègles. Trois-quarts centre.
- Christian Lassère né le 18 avril 1935 à Lesperon. Joueur de rugby à XV. Finaliste du championnat de France de rugby à XV en 1956, 1961, 1963 et 1966 avec Dax. Pilier ou deuxième ligne. Il a également participé à de nombreux Paris-Dakar.